# Philippe de Brueys
Philippe de Brueys, Baron de Bézuc, auch Philippe de Brueis, Baron de Bezuc (* September 1682, Château de Saint-Jean-de-Seirargues bei Uzès, Gard, Frankreich; † 1. Januar 1742 in Neuenburg), war ein preußischer Oberst und preußischer Gouverneur des Fürstentums Neuenburg.
Er entstammte einer vornehmen französischen Familie, die in Uzès (Languedoc) Güter besaß. Die Hauptlinie residierte dort im Schloss Saint-Jean.

## Leben
Mit 16 Jahren musste er sein Land verlassen und kam als Flüchtling zu Verwandten nach Berlin. Dort trat er unter Wilhelm I. in die Armee ein. Er nahm an den Flandern-Feldzügen teil und wurde Oberst im Regiment Varenne (Infanterie-Regiment Nr. 13), einem Regiment, welches ausschließlich aus französischen Flüchtlingen bestand. Später wurde er  Ritter des Ordens De la Générosité. Er wurde 1725 Kommandant des Marinier-Corps in Emden und Befehlshaber der preußischen Truppen in Ostfriesland. Von dort wurde er 1737 versetzt und zum Gouverneur von Neuenburg ernannt, wo er 1742 starb.

## Familie
Seine Eltern waren Jean-Jacques de Brueis, Seigneur de Bezuc-Fontcouverte und Isabeau de Froment, die am 22. Dezember 1647 heiratete.
Er war seit 1720 (vermutlich in Schloss Rheinsberg) mit Margueritte Charlotte le Chenevix de Beville (Magdeleine Charlotte Le Chenevix) (* 19. Oktober 1688, Berlin, Grafschaft Mark; † 16. März 1745, Berlin) verheiratet, Tochter von Benjamin le Chènevix, Schildknappe, Herr von Béville, Hofrat zum Kurfürst Friedrich III. von Preußen, und seine Ehefrau Marguerite de Froment de Monchy. Sie war eine Tante des preußischen Generals le Chenevix de Beville.
Seine ältere Schwester Anne de Brueis, Demoiselle de Bezuc heiratete in Frankreich mit Alexandre de la Tour du Pin-Gouvernet, Baron de Verfeuil und war kurz nach dem 7. Juli 1686 zusammen mit ihm nach Berlin geflüchtet, wo sie 1763 im Alter von 89 Jahren starb.